# Horenberg
De Horenberg is een straatnaam en een heuvel in de Belgische provincie Vlaams-Brabant gelegen in de omgeving van Eizer. 

## Wielrennen
De helling is onder andere opgenomen in de Brabantse Pijl en de recreatieve wielerroute Brabantse Pijlroute. Ook werd de helling opgenomen in het Belgisch kampioenschap wielrennen op de weg toen dit in 2015 werd gehouden in Tervuren.